# هلال بن أمية
هلال بن أمية صحابي من الأنصار من بني واقف من الأوس، أسلم في أوائل الأنصار، وهو من تولى تكسير أصنام بني واقف، وقيل شهد غزوة بدر، بينما لم يذكره ابن إسحاق فيمن شهدها من بني واقف بن امرؤ القيس بن مالك، شهد هلال غزوة أحد، وكانت معه راية بني واقف يوم فتح مكة، وهو أحد الثلاثة الذين تخلّفوا عن غزوة تبوك بغير عذر، فنزلت فيهم آية: ﴿وَعَلَى الثَّلَاثَةِ الَّذِينَ خُلِّفُوا حَتَّى إِذَا ضَاقَتْ عَلَيْهِمُ الْأَرْضُ بِمَا رَحُبَتْ وَضَاقَتْ عَلَيْهِمْ أَنْفُسُهُمْ وَظَنُّوا أَنْ لَا مَلْجَأَ مِنَ اللَّهِ إِلَّا إِلَيْهِ ثُمَّ تَابَ عَلَيْهِمْ لِيَتُوبُوا إِنَّ اللَّهَ هُوَ التَّوَّابُ الرَّحِيمُ ۝١١٨﴾ [التوبة:118]، كما أنه هو من لاعن امرأته ورماها بشريك بن سحماء.